# 俺の喧嘩日記
『俺の喧嘩日記』（おれのけんかにっき）は、1934年に日本で製作・公開されたサイレント映画である。大都映画製作。

## スタッフ
- 監督 : 大江秀夫

## キャスト
- 隼秀人
- 琴路美津子
- 北見礼子